# فسفید مس (I)
فسفید مس (I) (به انگلیسی: Copper(I) phosphide) با فرمول شیمیایی Cu۳P یک ترکیب شیمیایی با شناسه پاب‌کم ۱۵۹۳۹۹ است. که جرم مولی آن 221.6127 g/mol می‌باشد. شکل ظاهری این ترکیب، کریستال‌های خاکستری مایل به زرد است.